# Pouyamba
Pouyamba est une localité et une commune rurale de la préfecture de la Ouaka, en République centrafricaine. La localité est située à 30 km au nord-ouest de Grimari sur la route de Mbrès.

## Géographie
La commune de Pouyamba s’étend à l’ouest de la ville de Grimari. La plupart des villages sont localisés sur les axes routiers rayonnants à partir de Grimari.
| Mala      | Koudou-Bégo | Lissa   |
| Kobadja   | Pouyamba    | Grimari |
| Ngoumbélé | Galabadja   | Lissa   |

## Histoire
Le 1er avril 1907, un premier poste colonial français est établi à Pouyamba dans la subdivision de Sibut, ce poste est chef-lieu de  subdivision le 17 août 1908. Le 1er mars 1910, Grimari remplace Pouyamba comme chef-lieu de subdivision dans la circonscription de Kémo.

## Villages
La commune compte 35 villages en zone rurale recensés en 2003 : Adongoka, Babadja, Baka, Bakomba, Bakoya, Dambouyassi, Dangue, Goussiyema, Goussoumale, Igoua, Lingou, Makeu, Massengue Dakpa, Massengue Mandja, Mbimbala, Mettesenga, Ngartagba 1, Ngbalabingui, Ngoabanda, Ngoandjika, Ngoualingao, Nguipada, Palingou, Pandemaze, Pouko, Poumale 1, Poumale 2, Pouyamba, Somodo, Taongue, Tchabanda, Toungoumale, Yangouka, Yangoumaka, Yangue Kota (1 et 2).

## Éducation
La commune compte 3 écoles publiques : école Della à Baka, école de Poumalé, Saint Daniel de Yanguekota à Ouangombé.